# Paperino e il tesoro della regina
Paperino e il tesoro della regina (Back To Long Ago!), nota anche come Zio Paperone e il tesoro della regina, è una storia a fumetti realizzata da Carl Barks, pubblicata sul n. 16 del trimestrale Uncle Scrooge, del dicembre 1956. La sua prima edizione in Italia è sul n. 164 del quindicinale Topolino del 10 giugno 1957.

## Trama
Paperone va alla ricerca di un tesoro. Vi compaiono diversi personaggi del Clan de' Paperoni: il luogotenente Malcolm de' Paperoni, accompagnato dal marinaio Paperinocchio Codacorta, antenato di Paperino.
Malcolm de' Paperoni, detto Matey, è colui che ha portato il Clan de' Paperoni al suo apogeo; dopo la sua morte, avvenuta nel 1564, il clan è andato gradualmente in rovina, per poi tornare in auge con il suo più celebre componente, Paperon de' Paperoni.